# 33e brigade d'infanterie (Empire allemand)
Pour les articles homonymes, voir 33e brigade.
La 33e brigade d'infanterie est une grande unité de l'armée prussienne.

## Histoire
La 33e brigade d'infanterie est formée à Schwerin après la guerre austro-prussienne le 11 octobre 1866 et y est basée jusqu'en 1893, date à laquelle l'unité est transférée à Altona et y reste jusqu'à sa dissolution le 27 mars 1915. Elle fait partie de la 17e division d'infanterie, affectée au 9e corps d'armée basé à Schleswig.

### Composition
- 1867

11e régiment de grenadiers, 36e régiment de fusiliers et bataillons de la Landwehr à Altona, Kiel et Rendsburg 
- 1868 à 1869

36e régiment de fusiliers, 75e régiment d'infanterie (de) et les 75e et 76e régiments hanséatiques de Landwehr.
- 1889 à 1914

75e régiment d'infanterie (de), 76e régiment d'infanterie et les 75e et 76e régiments hanséatiques de Landwehr.
- 1871 à 1889

Comme avant, sans les régiments hanséatiques de Landwehr
- Composition de guerre en 1914

Comme avant. Du 11 septembre 1914 au 28 septembre 1914, le 90e régiment de fusiliers (de) fait partie de la brigade.

### Guerre franco-prussienne 1870/1871
Lors de la guerre franco-prussienne, la brigade participe aux batailles de Saint-Privat, de Bellevue, Orléans, à la bataille de Mars-la-Tour et au siège de Metz.

### Première Guerre mondiale
Avec la mobilisation d'août 1914, la brigade doit créer le 33e bataillon de remplacement de brigade et est incorporée à la 17e division d'infanterie déployée exclusivement sur le front occidental.

### Commandants de la brigade
| Nom                                          | Date                                         |
| -------------------------------------------- | -------------------------------------------- |
| Udo von Tresckow                             | 11 octobre 1866 au 17 juillet 1870           |
| Hugo von Kottwitz                            | 18 juillet 1870 au 13 juillet 1874           |
| Friedrich von Beckedorff                     | 14 juillet 1874 au 21 avril 1879             |
| Siegfried von Tietzen und Hennig (de)        | 22 avril 1879 au 11 janvier 1884             |
| Emil von Fischer (de)                        | 12 janvier 1884 au 21 mars 1886              |
| Julius von Rosen                             | 22 mars 1886 au 3 août 1888                  |
| Heinrich von Wodtke                          | 4 août 1888 au 23 mars 1890                  |
| Helmuth von Legat                            | 24 mars 1890 au 17 novembre 1890             |
| Gustav Henrichs                              | 18 novembre 1890 au 16 mars 1894             |
| Maximilian von Fragstein und Niemsdorff      | 17 mars 1894 au 18 mars 1896                 |
| Bernhard von Oesterreich                     | 19 mars 1896 au 24 mars 1899                 |
| Oskar von Lübbers                            | 25 mars 1899 au 17 avril 1900                |
| Julius Karl von Groß genannt von Schwarzhoff | 18 avril 1900 au 21 juillet 1900             |
| Alfred von Löwenfeld                         | 22 juillet 1900 au 29 mai 1901               |
| Georg von Reibnitz                           | 30 mai 1901 au 17 avril 1903                 |
| Arthur von der Groeben                       | 18 avril 1903 au 19 mars 1908                |
| Gustav von Zawadzki                          | 20 mars 1906 au 20 mars 1908                 |
| Maximilian von Wartenberg (de)               | 21 mars 1908 au 20 décembre 1909             |
| Hinko von Lüttwitz,                          | 21 décembre 1909 au 21 avril 1912            |
| Leo Sontag                                   | 22 avril 1912 au 30 septembre 1912           |
| Otto von Homeyer (de)                        | 1er octobre 1912 au 30 septembre 1913        |
| Alfred von Lewinski                          | 1er octobre 1913 au 20 septembre 1914        |
| Erich von Luckwald                           | 21 septembre 1914 au 1er janvier 1915        |
| Hermann Schultheis                           | 2 janvier 1915 au 27 mars 1915 (dissolution) |